# Wolf Parade (EP, 2016)
Albums de Wolf Parade
Expo 86
(2010) Cry Cry Cry
(2017)
Wolf Parade, appelé aussi EP 4 est un EP du groupe Wolf Parade, sorti le 17 mai 2016 en auto-production. C'est le 4e EP du groupe, tous dénommés simplement Wolf Parade mais le premier depuis un hiatus annoncé en 2011 et le premier disque du groupe à sortir depuis l'album Expo 86 en 2010. Il est disponible uniquement en vinyle 10" et en téléchargement.

## Liste des titres
| 1.    | Automatic        | 2:39 |
| 2.    | Mr. Startup      | 3:31 |
| 3.    | C'est La Vie Way | 3:50 |
| 4.    | Floating World   | 2:42 |
| 12:42 |                  |      |